# Anna Staniszewska (działaczka społeczna)

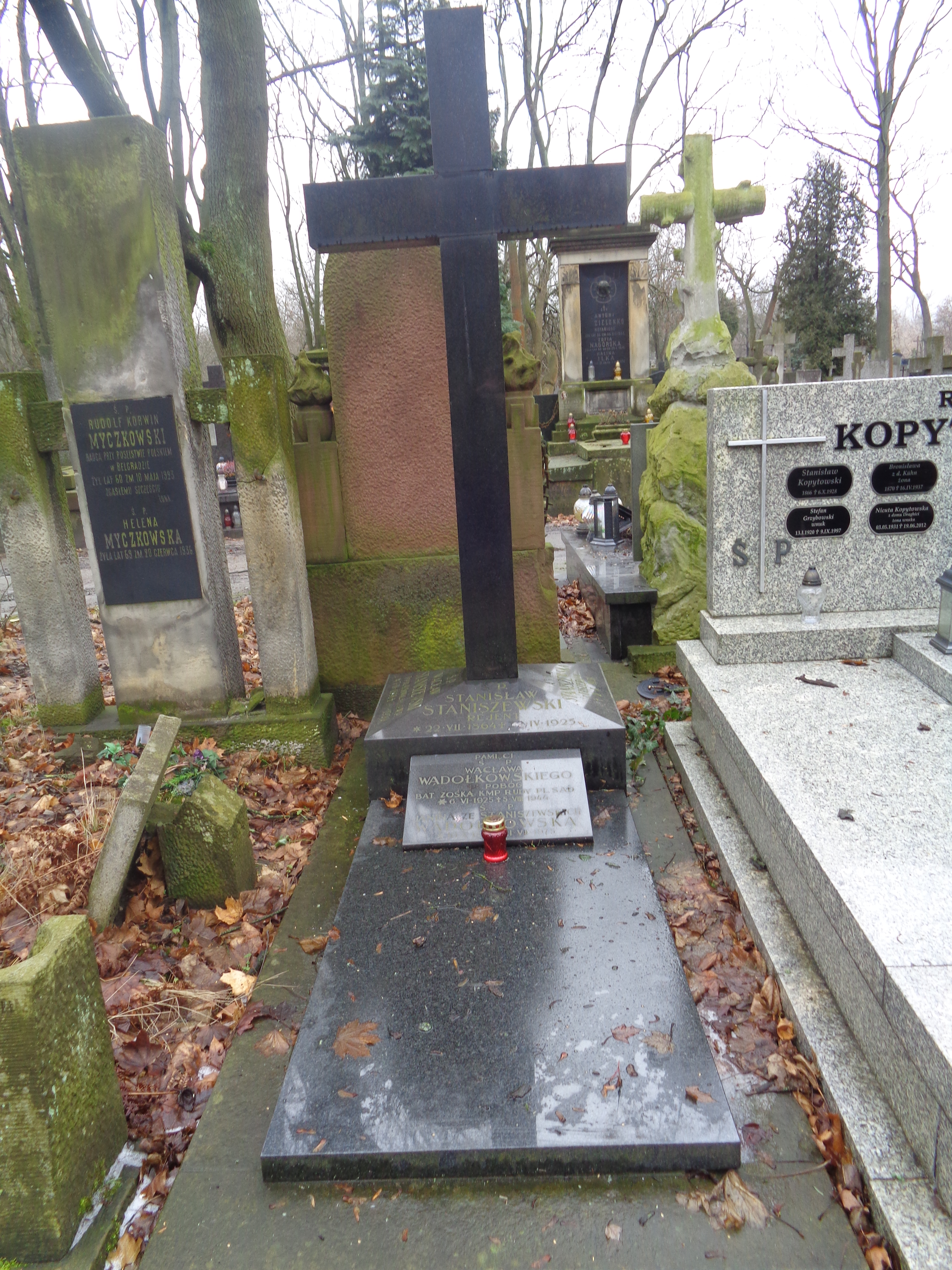
Grób Anny Staniszewskiej na cmentarzu Powązkowskim w Warszawie

Anna Staniszewska (z domu Fiszer, ur. w 1860 w Suwałkach, zm. w 1931 w Warszawie) – polska inteligentka, działaczka społeczna, propagatorka kultury polskiej oraz równouprawnienia kobiet w społeczeństwie suwalskim.

## Życiorys
Mężem Staniszewskiej był suwalski liberał i prawnik Stanisław Staniszewski, którego poślubiła w 1889 roku, była również matką trojga dzieci (w 1912 po śmierci syna Bohdana „odsunęła się zupełnie od życia oficjalnego i prawie nie opuszczała domu”).
Anna Staniszewska bardzo sprawnie dzieliła obowiązki domowe i rodzinne z aktywnością na niwie publicznej. Jej szerokie zaangażowanie społeczno-publiczne dotyczyło m.in. współtworzenia Towarzystwa Kursów dla Dorosłych Analfabetów w Suwałkach w 1906 (którego była członkinią), czy zainspirowania powstania oddziału Polskiego Stowarzyszenia Równouprawnienia Kobiet w Suwałkach w 1908. Ponadto udzielała się w zarządzie Towarzystwa Wpisów Szkolnych, w zarządzie Towarzystwa Czytelni Naukowej, gdzie prowadziła wykłady i odczyty dla inteligentek i społeczności suwalskiej. Od około 1912 odsunęła się od uczestnictwa w życiu społecznym Suwałk, zaś w 1915 wraz z rodziną wyjechała do Warszawy, gdzie zmarła. Została pochowana na cmentarzu Powązkowskim. 

## Działalność społeczna
Staniszewska oprócz licznych aktywności na polu społecznym, w tym działalności w organizacjach o charakterze kulturalnym, dobroczynnym i oświatowym, była postacią, która czynnie przyczyniła się do podniesienia poziomu wiedzy w prowincjonalnym, suwalskim społeczeństwie, upowszechniała bowiem i popularyzowała tematykę znaczenia i ról społecznych ówczesnych kobiet z przełomu XIX i XX wieku. Świadomość powszechnych opinii, także w środowisku inteligenckim, na temat tradycyjnej roli kobiety w społeczeństwie powodowała, że Staniszewska uznała za konieczne popularyzowanie problematyki dotyczącej tzw. kwestii kobiecej. Od listopada 1907 rozpoczęła cykl wykładów otwartych w suwalskiej Czytelni Naukowej, kierowanych głównie do inteligentek suwalskich. Wykłady o „kwestii kobiecej” były zapowiedzią utworzenia z jej inspiracji stowarzyszenia, które miało na celu propagowanie równouprawnienia kobiet. 
Odczyty wygłaszane w Czytelni Naukowej publikowane były następnie w „Tygodniku Suwalskim”. W wkładach, w których mówiła o miejscu i roli kobiet we współczesnym świecie, poruszała sprawę, że także w społeczeństwie suwalskim przyjęto wzorzec miejsca kobiety we wspólnocie, w którym niestety „od wczesnej młodości uczy się być  zależną od przepisów wszystkich kodeksów obyczajowo-moralnych, stara się wpoić w nią przekonanie, że o tyle jest wartą, ile podoba się innym, a szczególnie mężczyznom. Od tego zależy jej przyszłość”. 
Autorka podnosiła też problem dążeń kobiety, która musiała „uratować duży zapas energii i posiadać zdolności wybitne, aby, nie chcąc lub nie mogąc wyjść za mąż, stworzyć sobie inny cel życia. Musi mieć siłę, aby stanąwszy do walki z przesądami otoczenia, nie mając znikąd zachęty i pomocy, potrafiła naprawdę zacząć się wychowywać i uczyć. Podczas wykładów Staniszewska omawiała zagadnienia dotyczące m.in. sytuacji ekonomicznej kobiet polskich, wskazywała na potrzebę kreowania nowych kierunków w wychowaniu młodych kobiet, propagowała podejmowanie kształcenia uniwersyteckiego przez kobiety, równouprawnienie zawodowe kobiet i mężczyzn. Mówiła również o roli małżeństwa w życiu kobiety, które – w opinii większości ówczesnego społeczeństwa prowincjonalnych Suwałk – było jedyną drogą prowadzącą do szczęścia kobiety. 
W przekonaniu Staniszewskiej tylko reforma wychowania mogła skutecznie skierować myślenie kobiet na właściwe tory, czemu służyć miała przede wszystkim edukacja kobiet, podejmowanie przez nie nauki nie tylko w szkołach żeńskich, ale i w ośrodkach kształcenia akademickiego zarezerwowanego w tym czasie głównie dla mężczyzn. Ważnym problemem komentowanym przez przedstawicielkę elit suwalskich była kwestia dyskryminacji zawodowej kobiet. Słuchaczy odczytu przekonywała, że „jeżeli zachowuje się jakąkolwiek różnicę między mężczyzną a kobietą, to tylko taką, że kobiecą pracę ceni się mniej i opłaca taniej. Tu się dopiero uwydatnia cała hipokryzja społeczna. Chodzi więc nie tylko o konkurencję, a prawo, zapobiegając jej, stosuje te same przepisy do kobiet, jakie stosuje do niektórych wyznań i narodowości. Na tej zatem zasadzie odsuwa się kobietę od nauki i pracy, pozbawia się ją, dlatego tylko, że jest kobietą, prawa do stawania do wolnej konkurencji na zasadzie swego uzdolnienia i zamiłowania”.
Mimo trudności związanych z pełną akceptacją przez środowisko inteligenckie dążeń kobiet do stworzenia organizacji o nadrzędnym celu równouprawnienia kobiet wiosną 1908 roku zarejestrowano w Suwałkach oddział Stowarzyszenia Równouprawnienia Kobiet, który nieformalnie działał już wcześniej. Początkowo w skład stowarzyszenia weszło piętnaście inteligentek suwalskich, w większości żon suwalskich przedstawicieli elit, łączących się w pracy społecznej, ale reprezentujących różne poglądy na kwestie związane z miejscem kobiety w społeczeństwie. Na czele organizacji stanęła Anna Staniszewska.
Poglądy Anny Staniszewskiej w kwestii małżeństwa czy położenia zawodowego kobiet i dyskryminacji na tym tle były zbieżne z poglądami Elizy Orzeszkowej, która nie tylko swoim pisarstwem wspierała suwalskie inteligentki o poglądach liberalnych. 